# Канатове
Канатове — проміжна залізнична станція Знам'янської дирекції Одеської залізниці на лінії Знам'янка—Помічна між станціями Трепівка та Кропивницький в селі Високі Байраки Кіровоградської області.

## Історія
Станція була відкрита на лінії Знам'янка-Пасажирська—Помічна в 1913 році.

### Російсько-українська війна
Вранці 23 липня 2022 року під час повномасштабного вторгнення РФ до України авіабаза «Канатове», що знаходиться поруч, зазнала обстрілу російських окупантів.
Всього росіяни вдарили по Кіровоградській області 13 ракетами (8 ракет «Калібр» морського базування та 5 ракет Х-22 з літака ТУ-22М3). Поцілено в інфраструктурні об'єкти за межами обласного центру. Зокрема, у військовий аеродром «Канатове» та в один з об'єктів «Укрзалізниці». За попередніми даними, загинули військовослужбовець і два працівники відомчої охорони трансформаторної підстанції, ще дев'ять військових поранені.